# Europaturm

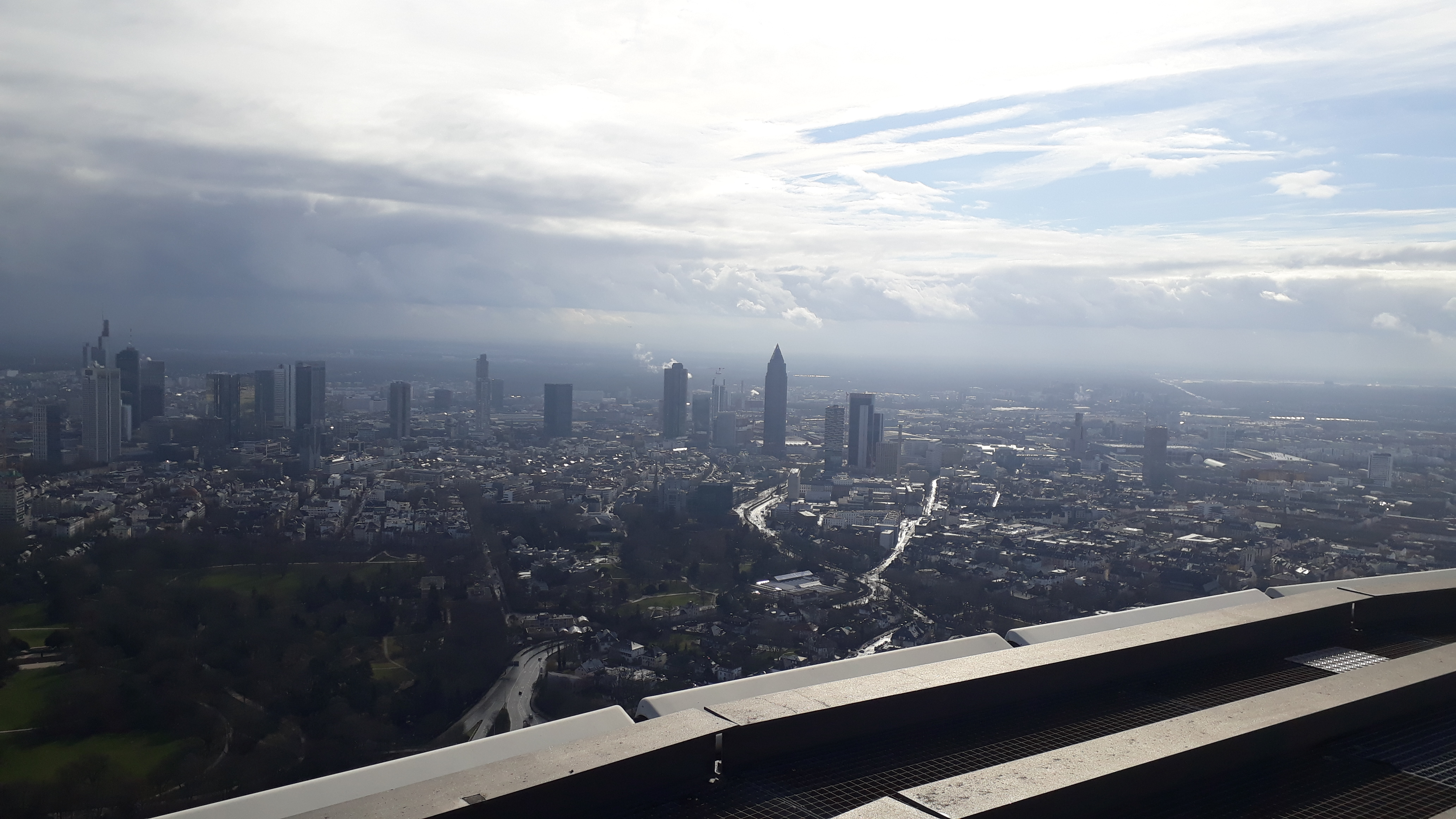
Blick auf die Frankfurter Skyline vom Dach der Hauptkanzel des Europaturmes

Der Europaturm ist ein Fernmeldeturm in Frankfurt am Main. Er ist mit 337,5 m Höhe nach dem Berliner Fernsehturm der zweithöchste Deutschlands.

## Bezeichnung
Der heute offizielle Name Europaturm wird zwar in Publikationen, aber sonst in der Allgemeinheit kaum verwendet. Bei der Inbetriebnahme wurde er als „Fernmeldeturm Frankfurt“ bezeichnet. Der wohl geläufigste Name ist aber seit seiner Errichtung bis heute „Fernsehturm“, obwohl dies nie offiziell und zumindest anfänglich völlig fehl am Platz war, da bis in die 1990er-Jahre über den Turm keinerlei Fernsehsignale übertragen wurden, sondern ausschließlich Daten-, Fernsprech- und Hörfunksignale.
Der Turm befindet sich im Stadtteil Bockenheim unweit der Zentrale der Deutschen Bundesbank. Sein Standort am Ginnheimer Stadtweg 90 wird meist Ginnheim zugeordnet, da dieser nördlich der Bundesautobahn 66 liegt, die fälschlich als Stadtteilgrenze angesehen wird.
In Anlehnung an die ähnliche Form des Gemüsespargels heißt er im Frankfurter Volksmund daher auch „Ginnheimer Spargel“ bzw. in neuhessisch „Ginnemer Schbarschl“.

## Architektur und Bautechnik

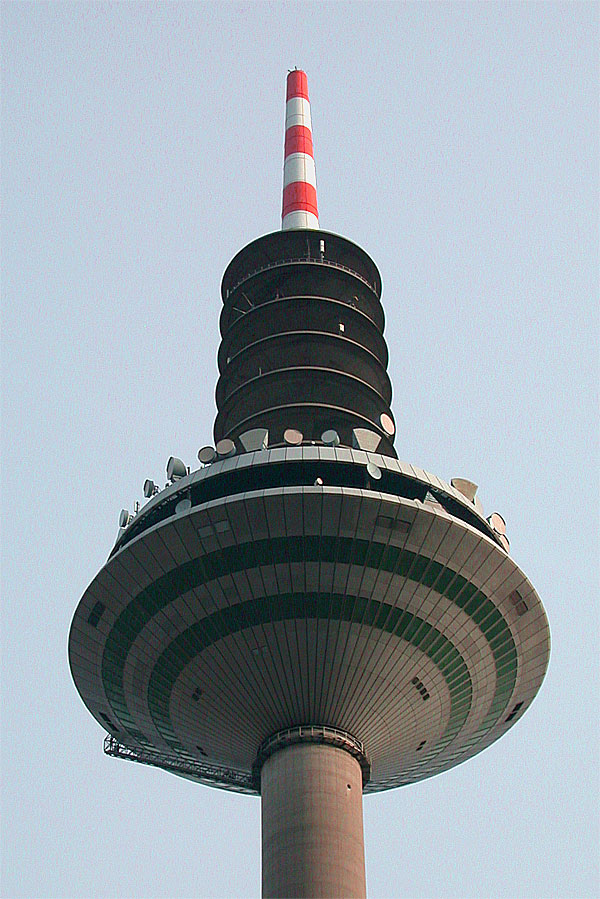
Die einzigartige Kanzel des Turms mit der alten Antenne

Mit dem Bau des vom Architekten Johannes Möhrle unter Mitarbeit von Peter Metzger und Erwin Heinle geplanten Turms wurde 1974 begonnen. Fünf Jahre später konnte er in Betrieb genommen werden. Die reinen Baukosten, ohne Sendetechnik, betrugen 75 Millionen Deutsche Mark, was einer heutigen Kaufkraft von ca. 104.000.000 Euro entsprechen würde. Seit 1979 ist er mit einer Höhe von 331,15 Metern (bei der Fertigstellung) das höchste freistehende Bauwerk der Bundesrepublik Deutschland. Der in Berlin am Alexanderplatz stehende Berliner Fernsehturm ist zwar insgesamt ca. 30 Meter höher, dies allerdings nur wegen seiner wesentlich längeren Antenne. Beachtet man nur die Höhe der eigentlichen Bausubstanz (also ohne Antenne), so ist der Frankfurter Europaturm höher. Auch hängt die Kanzel des Frankfurter Turms rund 20 Meter höher als beim Berliner Exemplar.
Das Ringfundament für den Turm gründet 18,50 Meter tief im Mergelboden, der mit Zement und Silikat vollständig aufgefüllt wurde, um ihn tragfähig zu machen. Der Turmschaft wurde mit einer Kletterschalung hochgezogen, einer ringförmigen Gussform, auf der sich die Arbeiter Meter um Meter in die Höhe betonierten. Der Schaft verjüngt sich nach oben hin: zwanzig Meter Durchmesser hat er am Fuß, elf Meter unter der Kanzel. Diese befindet sich in 227 Metern Höhe, umfasst sechs Stockwerke, hat einen Durchmesser von 59 Metern und ist damit die weltweit breiteste. Sie ermöglicht einen einzigartigen Blick über das gesamte Rhein-Main-Gebiet.
Die Architekten hatten den Wunsch, dass die von ihnen geschaffene klare geometrische Gestalt aus schlankem konischem Turmschaft und flachem Doppel-Kegelstumpf der Kanzel durch die seinerzeit anzubauenden großen Richtfunk-Muschelantennen möglichst wenig gestört werden sollte. Aus diesem Grund springt die konische Wand des Turmschafts im Bereich der unter dem Flachdach mit mehreren Metern Höhe verlaufenden Antennenträger ringförmig umlaufend zurück. Die Muschelantennen wurden dann nicht wie sonst üblich mit dem einspeisenden Horn nach unten aufgestellt, sondern in diesen Rücksprung kopfüber unter die Decke gehängt. Die schräge Vorderfläche der Muschelantennen fluchtete dann mit der angepassten Außenkontur der Kanzel, deren Winkel eigens an die Schräge der Antennenvorderfläche angepasst war. Bei voller Antennenbestückung entstand so der Eindruck eines glatten Kegelstumpfs. Diese besondere Gestaltung wurde jedoch in den 90er-Jahren obsolet, als die großen Muschelantennen ihre Aufgabe verloren und vom Turm verschwanden und den heute völlig leeren breiten Ring in der oberen Kanzelkontur zurückließen.
Im Turm wurden für den erwarteten Besucherverkehr aus dem Restaurationsbetrieb in der Kanzel mehrere große Aufzüge eingebaut, die bis zur Kanzel führen. Ein zusätzlicher kleinerer Aufzug fährt das Wartungspersonal bis in den oberen Schaft zu den oberen Plattformen. Da dieser Aufzug jedoch außerhalb der Turmachse liegt, musste seine Fahrbahn im oberen Teil des enger werdenden Schafts an die konische Außenwand angelegt und damit wenige Grad aus der Vertikalen abgeknickt werden.
Nachts wurden die Antennenplattformen eine Zeit lang in Magenta angestrahlt, der Unternehmensfarbe der heutigen Eigentümerin Deutsche Telekom; zu besonderen Anlässen auch in anderen Farben.
Der Turm steht seit Oktober 2019 unter Denkmalschutz.

## Antennenwechsel

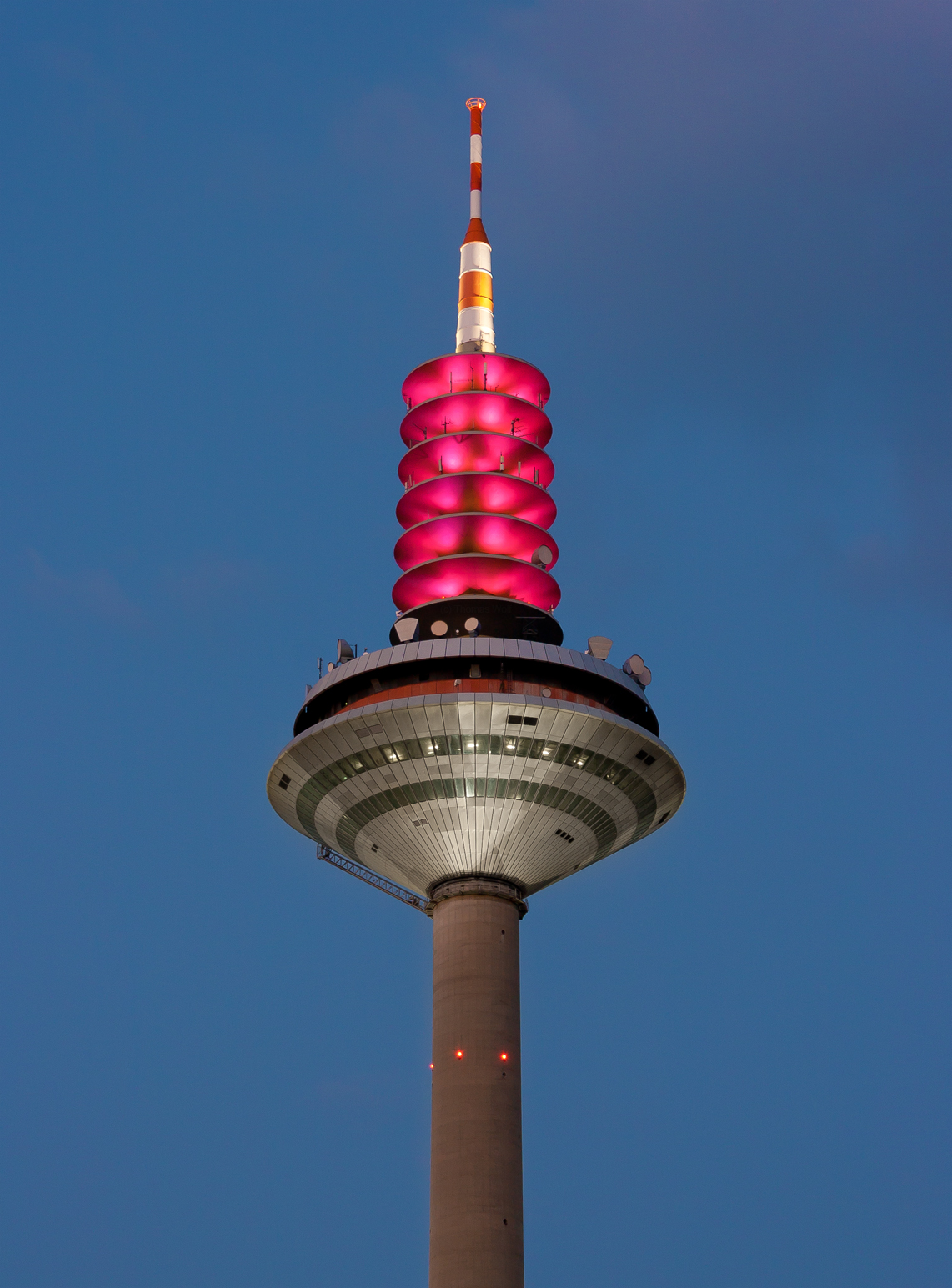
Turmspitze mit neuer Antenne und der viele Jahre lang (bis September 2022) typischen Beleuchtung

Am 4. September 2004 wurde aufgrund des bevorstehenden Starts des digitalen terrestrischen Fernsehens die Antenne an der Spitze des Turms mit Hilfe eines Hubschraubers vom Typ Kamov-Ka-32 des Schweizer Unternehmens Heliswiss ausgewechselt. Da die Antenne insgesamt sechs Tonnen wiegt, geschah die Montage in vier Teilstücken. Heute hat der Frankfurter Fernmeldeturm eine schlankere Spitze, durch die seine Gesamthöhe um 6,5 Meter gewachsen ist. Die Höhe des Europaturms beträgt nun 337,5 Meter.

## Nutzung

### Ursprüngliche Nutzung
Das von 1951 bis 1956 erbaute Fernmeldehochhaus (Abriss 2005) – seinerzeit nach dem Kaiserdom zweithöchstes Gebäude in der Frankfurter Innenstadt – diente zunächst auch als Antennenträger für die im Fernmeldenetz sehr wichtig gewordenen Richtfunkstrecken. Mit dem Bau wesentlich größerer Hochhäuser in unmittelbarer Umgebung wurde der Betrieb der Richtfunkstrecken jedoch immer schwieriger bis unmöglich, da diese auf freie Sicht zwischen Sende- und Empfangsstelle angewiesen sind. Als Lösung entschied sich die damals für das Fernmeldewesen verantwortliche Deutsche Bundespost zum Bau des die Hochhäuser überragenden Fernmeldeturms. Der Bauplatz wurde außerhalb der Innenstadt mit unverbautem Feld in Richtung Taunus als nächstes natürliches Hindernis gewählt.
In den beiden oberen Stockwerken der Kanzel sind die Technikräume eingerichtet, die früher auch den bemannten sogenannten „Tonstern“ enthielten. Dieser bildete den zentralen Knoten im Netz des damaligen öffentlich-rechtlichen Hörfunks, und hier wurden für die Rundfunkanstalten die Programmübernahmen und Verteilungen auf die Sender von Hand geschaltet.
Die beiden unteren Etagen der Kanzel wurden für Besucherbetrieb mit einem Restaurant vorgesehen. Die Betreibergesellschaft Skyline, die damals unter anderem auch die Besucherplattformen auf dem Hamburger Heinrich-Hertz-Turm betrieb, zahlte beim Bau des Turmes hierfür einen (DM-)Betrag in Millionenhöhe. Allerdings ging die Gesellschaft einige Jahre später in Konkurs, seitdem wechseln sich Zeiten ohne gastronomische Nutzung mit Nutzungen unterschiedlichster Natur in diesen Räumen ab. Zuletzt waren im untersten Stockwerk der Kanzel ein Restaurant und eine Diskothek betrieben worden. 1999 wurde der Europaturm für die Öffentlichkeit geschlossen, da die Auflagen der Brandschutzordnung nur mit Millionenaufwand zu erfüllen gewesen wären.
Von 1989 bis 1997 wurden im Europaturm Partys in dem dort beheimateten Club Sky-Tower gefeiert. Dort befand sich auch ein Drehrestaurant bis 1999. Durch die Schließung des Besucherbetriebs und die Ablösung der Richtfunktechnik in der früheren Form hat der Turm seine ursprüngliche Zweckbestimmung praktisch vollständig verloren.

### Heutige Nutzung
- Als Nachfolgerin der Deutschen Bundespost betreibt heute die Deutsche Telekom den Turm und nutzt ihn als Empfangsstation für Satellitensignale und verteilt diese von hier per Funk terrestrisch oder via Kabelnetz über Frankfurt und Südhessen. Außerdem befinden sich noch immer einige Richtfunk- und Mobilfunkantennen auf dem Turm.
- Der Aufzughersteller Schindler testet hier Komponenten für neue Fahrstühle.
- Die Deutsche Börse ist für den sogenannten Hochfrequenzhandel über den Europaturm direkt mit anderen Börsen verbunden.[4]
- Mobilfunkanbieter verwenden den Turm als Basisstation.[5]

### Weitere Nutzung
Verschiedentlich besteht der Wunsch, den Turm für die Öffentlichkeit wieder nutzbar zu machen. Dafür muss er allerdings brandschutztechnisch ertüchtigt werden. Erfordernisse sind:
- Es müssen zwei getrennte Rettungswege existieren. (Das bestehende Treppenhaus hat rund 1000 Stufen)

- In mindestens einem der beiden Aufzugschächte muss ein Feuerwehraufzug installiert werden.

Dies ist zwar machbar, aber privatwirtschaftlich nicht sinnvoll. Hier müsste die öffentliche Hand unterstützen. Da der Turm auch unter Denkmalschutz steht, gibt es zusätzlich Fördergelder.

## Frequenzen und Programme

### Analoges Radio (UKW)
Beim Antennendiagramm sind im Falle gerichteter Strahlung die Hauptstrahlrichtungen in Grad angegeben.
| Frequenz [MHz] | Programm                                                               | RDS PS   | RDS PI | Regionalisierung | ERP [kW] | Antennendiagramm rund (ND)/gerichtet (D) | Polarisation horizontal (H)/vertikal (V) |
| -------------- | ---------------------------------------------------------------------- | -------- | ------ | ---------------- | -------- | ---------------------------------------- | ---------------------------------------- |
| 91,8           | Radio X                                                                | _Radio_X | 1361   | –                | 0,1      | D (70–110°, 140–300°, 340–10°)           | H                                        |
| 95,1           | Radio Frankfurt                                                        | FRANKFRT | 1362   | –                | 0,2      | D (80–110°, 160–220°, 260–300°)          | H                                        |
| 97,6           | harmony.fm                                                             | harmony_ | 1364   |                  | 0,1      | D (80°-110°, 160°-220°, 260°-300°)       | H                                        |
| 100,2          | Planet Radio                                                           | _planet_ | D369   | –                | 1        | ND                                       | H                                        |
| 101,4          | Radio Bob                                                              | RADIOBOB | D46A   | –                | 0,2      | ND                                       | H                                        |
| 105,4          | inaktiv (war mit 97,1 MHz Ginnheim Raimundstraße ergänzend in Betrieb) |          |        | –                | 0,25     | D (220–320°)                             | H                                        |

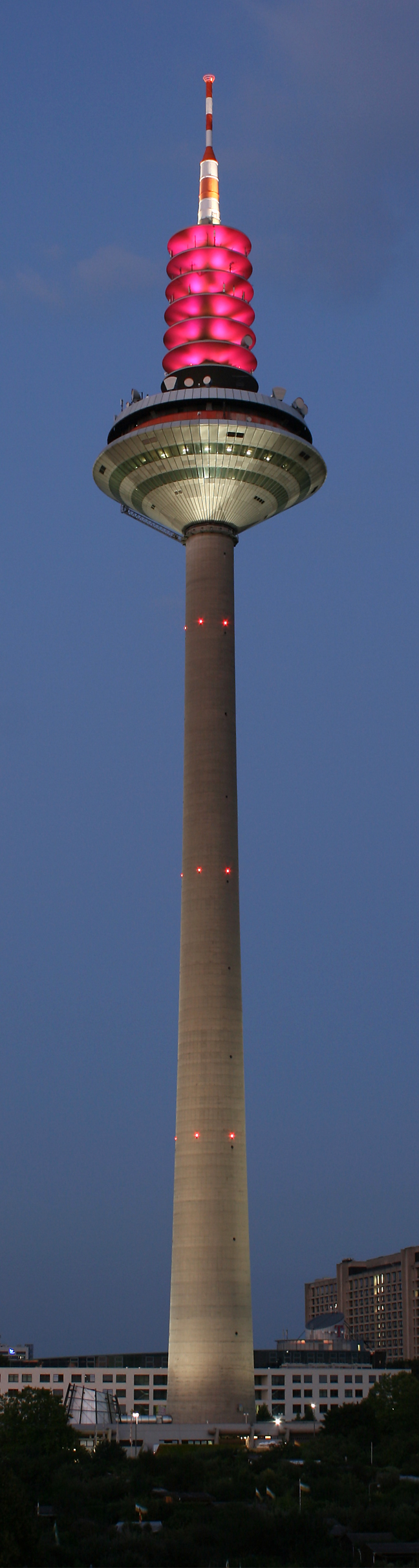
Europaturm am frühen Abend

Die vier bekanntesten in Hessen empfangbaren Hörfunk-Programme des Hessischen Rundfunks (hr1, hr2, hr3 und hr4), der Privatsender Hit Radio FFH sowie der Sender Deutschlandfunk werden für das Rhein-Main-Gebiet vom Sender auf dem Großen Feldberg ausgestrahlt.
Die Sender von hr-info auf 103,9 MHz [0,5 KW ND H] sowie You FM auf 90,4 MHz [0,5 KW ND H] befinden sich auf dem Main Tower.
Auf dem hr-Funkhaus in der Bertramstraße ist noch ein kleinerer Füllsender für hr2 auf 87,9 MHz [0,1 KW ND H] untergebracht. Bis September 2008 war dort Deutschlandfunk auf 97,6 MHz [0,3 KW D (90–100°, 130–0°) H] ebenso in Betrieb, bis diese Frequenz auf den Europaturm verlagert wurde.
Ein weiterer Sender auf 97,1 MHz [0,2 KW D (350–160°) H], von Radyo Metropol FM, ehemals harmony.fm, befindet sich im benachbarten Ginnheim, jedoch auf einem Hochhaus in der Raimundstraße. Aufgrund der Frequenzlage ist die 97,1 MHz dennoch besser zu empfangen als die 105,4 MHz vom Europaturm, die stark von der 105,3 MHz am Kreuzberg (Rhön), einem Grundnetzsender des Bayerischen Rundfunks mit dem Programm B5 aktuell gestört wird. Am Standort Ginnheim Raimundstraße befindet sich ein weiterer Sender auf 107,5 MHz [0,2 KW D (10–120°, 160–200°, 260–350°) H] von Radio Teddy, der bis 1. September 2015 von Klassik Radio genutzt wurde.
Die Frequenz 101,4 MHz von Radio Bob wird in einem Gleichwellennetz mit einem weiteren Sender in Wiesbaden Uplink Network betrieben.

### Digitales Radio (DAB)
DAB beziehungsweise DMB wird in vertikaler Polarisation und ebenfalls im Gleichwellenbetrieb mit anderen Sendern ausgestrahlt. DAB startete hier im Band III VHF am 1. Juli 2002 und im L-Band am 1. Januar 2003. Begonnen wurde die Übertragung am 1. Januar 2001 vom Großen Feldberg.
| Block                     | Programme | ERP (kW) | Antennendiagramm rund (ND)/gerichtet (D) | Gleichwellennetz (SFN) |
| ------------------------- | --- | -------- | ---------------------------------------- | --- |
| 5C Deutschland (D__00188) | DAB+-Multiplex von Media Broadcast: - Absolut relax (72 kbps) - Dlf (104 kbps) - Dlf Kultur (112 kbps) - Dlf Nova (104 kbps) - DRadio DokDeb (48 kbps) - Energy Digital (72 kbps) - ERF Plus (64 kbps) - Klassik Radio (72 kbps) - Radio Bob (72 kbps) - Radio Horeb (48 kbps) - Radio Schlagerparadies (64 kbps) - Schwarzwaldradio (64 kbps) - sunshine live (72 kbps) - DRadio Daten (32 kbps Daten) - EPG Deutschland (16 kbps Daten) - TPEG (16 kbps Daten) - TPEG_MM (16 kbps Daten)             | 5        | D (50°-60°, 230°-240°)                   | - Baden-Württemberg: Aalen, Baden-Baden (Fremersberg), Bad Mergentheim, Blauen, Brandenkopf, Donaueschingen, Feldberg im Schwarzwald, Freiburg (Vogtsburg-Totenkopf), Geislingen (Oberböhringen), Großerlach (Hohe Brach), Heidelberg (Königstuhl), Heilbronn (Schweinsberg), Hochrhein (Rickenbach), Hornisgrinde, Pforzheim (Schömberg-Langenbrand), Raichberg, Ravensburg (Höchsten), Reutlingen, Stuttgart (Frauenkopf), Ulm (Kuhberg) - Bayern: Amberg (Hirschau), Aschaffenburg (Pfaffenberg), Augsburg (Hotelturm), Bad Tölz (Gaißach), Balderschwang, Bamberg (Geisberg), Büttelberg, Brotjacklriegel, Dillberg, Grünten, Herzogstand, Hochberg (Traunstein), Hoher Bogen, Inntal (Ebbs), Ingolstadt (Gelbelsee), Kreuzberg/Rhön, Landshut (Altdorf), München (Olympiaturm), Nennslingen (Büchelberg), Nürnberg, Oberammergau, Ochsenkopf, Passau, Pfänder, Pfaffenhofen, Pfarrkirchen, Pfronten, Regensburg (Hohe Linie), Unterringingen, Untersberg, Wendelstein (Bayrischzell), Würzburg (Frankenwarte) - Berlin: Berlin (Alexanderplatz), Berlin (Scholzplatz) - Brandenburg: Bad Belzig, Booßen, Brandenburg/Havel, Calau, Casekow, Cottbus, Eberswalde (geplant), Eisenhüttenstadt, Neuruppin (geplant), Petkus, Pritzwalk, Templin - Bremen: Bremen (Walle), Bremerhaven-Schiffdorf - Hamburg: Hamburg (Moorfleet), Hamburg (Heinrich-Hertz-Turm) - Hessen: Bad Hersfeld (Rimberg), Biedenkopf (Sackpfeife), Fulda (Hummelskopf), Frankfurt (Europaturm), Gelnhausen (Schnepfenkopf), Gießen (Dünsberg), Großer Feldberg, Hardberg, Hohe Wurzel, Hoher Meißner, Kassel (Habichtswald), Mainz-Kastel - Mecklenburg-Vorpommern: Garz (Rügen), Güstrow, Malchin, Neubrandenburg-Süd, Neustrelitz (geplant), Rostock (Toitenwinkel), Röbel, Schwerin (Zippendorf-Gr.Dreesch), Torgelow, Wismar/Rüggow, Züssow - Niedersachsen: Aurich-Popens, Braunschweig (Broitzem), Braunschweig (Drachenberg), Cuxhaven-Stadt, Dannenberg, Göttingen (Bovenden-Osterberg), Hannover (Telemax), Lingen, Lüneburg-Neu Wendhausen, Molbergen-Peheim, Osnabrück (Bramsche-Schleptruper Egge), Hildesheim (Sibbesse), Steinkimmen, Uelzen, Visselhövede, Wilhelmshaven - Nordrhein-Westfalen: Aachen (Karlshöhe), Bergneustadt-Wiedenest (R), Bielefeld (Hünenburg), Bonn (Venusberg), Dortmund (Florianturm), Düsseldorf (Rheinturm), Eggegebirge, Herscheid, Hochsauerland (Hunau), Hürtgenwald-Großhau, Köln (Colonius), Langenberg, Lügde-Rischenau (Köterberg), Meschede (geplant), Minden (Jakobsberg), Münster (Fernmeldeturm), Schöppingen, Siegen-Süd, Wesel - Rheinland-Pfalz: Bad Kreuznach (Schanzenkopf), Bad Marienberg (Westerwald), Bornberg, Daun (Eifel), Edenkoben (Kalmit), Heckenbach-Schöneberg (Ahrweiler), Haardtkopf (geplant), Idar-Oberstein, Kaiserslautern, Kettrichhof, Koblenz (Kühkopf), Schnee-Eifel (geplant), Trier (Petrisberg) - Saarland: Merzig-Merchingen, Saarbrücken (Schoksberg) - Sachsen: Chemnitz, Dresden, Geyer, Leipzig, Löbau, Neustadt, Niederschöna (geplant), Oschatz, Schöneck, Zwickau Ost - Sachsen-Anhalt: Brocken, Burg, Dequede, Petersberg, Pettstädt (Weißenfels), Schneidlingen, Wittenberg - Schleswig-Holstein: Bungsberg, Bredstedt, Flensburg, Garding, Heide, Helgoland, Hennstedt, Itzehoe, Kiel (Kronshagen), Lübeck (Stockelsdorf), Schleswig, Niebüll (Süderlügum), Westerland (Sylt) - Thüringen: Bleßberg (Sonneberg), Erfurt-Hochheim, Gera, Inselsberg, Jena (Oßmaritz), Kulpenberg, Lobenstein (Sieglitzberg), Saalfeld (Remda), Weimar (Ettersberg) |
| 7B hr Radio (D__30122)    | DAB+-Multiplex des HR: - hr1 Rhein-Main (Süd) (88 kbps) - hr1 Nordhessen (Nord) (88 kbps) - hr1 Mittelhessen (Mitte) (88 kbps) - hr2 (136 kbps) - hr3 Rhein-Main (Süd) (88 kbps) - hr3 Nordhessen (Nord) (88 kbps) - hr3 Mittelhessen (Mitte) (88 kbps) - hr4 Rhein-Main (Süd) (88 kbps) - hr4 Nordhessen (Nord) (88 kbps) - hr4 Mittelhessen (Mitte) (88 kbps) - YOU FM (88 kbps) - hr-iNFO (88 kbps) - hr EPG (32 kbps) - hr journaline (32 kbps) - hr TPEG (32 kbps)                                | 10       | ND                                       | - Nordhessen: Habichtswald, Hoher Meißner, Holzminden-Neuhaus, Haina/Hohes Lohr (geplant) - Osthessen: Heidelstein/Rhön, Kreuzberg, Rimberg, Schlüchtern, Bad Hersfeld (Wippershainer Höhe) (geplant) - Mittelhessen: Biedenkopf (Sackpfeife), Diez/Lahntal, Gießen (Dünsberg), Herborn-Burg, Driedorf/Höllberg (Westerwald), Hoherodskopf (Vogelsberg) (geplant) - Rhein/Main: Großer Feldberg (Taunus), Frankfurt (Europaturm), Gelnhausen (Schnepfenkopf), Hohe Wurzel, Mainz-Kastel - Südhessen: Darmstadt-Weiterstadt, Hardberg, Würzberg, Krehberg (Odenwald) (geplant) |
| 9B Antenne DE (D__00359)  | DAB-Block von Antenne Deutschland: - 80s80s (72 kbps) - 90s90s (72 kbps) - Absolut Bella (72 kbps) - Absolut Germany (72 kbps) - Absolut Hot (72 kbps) - Absolut Oldie (72 kbps) - Absolut Top 2000er (72 kbps) - AIDAradio (72 kbps) - Ballermann Radio (72 kbps) - Beats Radio (72 kbps) - Brillux Radio (72 kbps) - Nostalgie (72 kbps) - Oldie Antenne (72 kbps) - RTL Radio (72 kbps) - Rock Antenne (72 kbps) - Toggo Radio (72 kbps)                                                            | 5        | D                                        | - Baden-Württemberg: Aalen, Baden-Baden (Fremersberg), Heidelberg (Königstuhl), Heilbronn (Schweinsberg), Pforzheim (Schömberg-Langenbrand), Stuttgart (Frauenkopf) - Hessen: Fulda (Hummelskopf), Frankfurt (Europaturm), Gelnhausen (Schnepfenkopf), Gießen (Dünsberg), Großer Feldberg, Hardberg, Kassel (Habichtswald), Mainz-Kastel - Nordrhein-Westfalen: Aachen (Karlshöhe), Bonn (Venusberg), Dortmund (Florianturm), Düsseldorf (Rheinturm), Herscheid, Köln (Colonius), Langenberg, Münster (Fernmeldeturm), Siegen-Süd, Wesel - Rheinland-Pfalz: Bornberg, Koblenz (Kühkopf), Trier (Petrisberg) - Saarland: Saarbrücken (Schoksberg) |
| 12C DR Hessen (D__00207)  | DAB-Multiplex der Hessen Digital Radio: - Antenne Mainz (56 kbps) - Antenne Wiesbaden (56 kbps) - bigFM Hessen (72 kbps) - 80er Radio Harmony (80 kbps) - Hit Radio FFH (F) (80 kbps) - Hit Radio FFH (DA) (80 kbps) - planet radio (80 kbps) - Radio Bollerwagen (72 kbps) - Radio Darmstadt (64 kbps) - Radio Frankfurt (56 kbps) - Radio RheinWelle 92,5 (64 kbps) - Radio Rüsselsheim (64 kbps) - Radio Teddy (56 kbps) - Radio Vidovdan (72 kbps) - Radio X (64 kbps) - The Wolf Hessen (72 kbps) | 5        | D (50°-60°, 230°-240°)                   | Großer Feldberg (Taunus), Frankfurt (Europaturm), Hardberg (Odenwald), Hohe Wurzel, Mainz-Kastel |

Der Handy-TV-Betreiber MFD hat die Lizenzen für Digitales Mobiles Fernsehen (DMB) zurückgegeben. Alle Projekte in Deutschland diesen Standard betreffend sind eingestellt. Für die Übertragung von Handy-TV hat sich also DVB-H, nicht zuletzt aufgrund einer Befürwortung von DVB-H durch die EU-Kommission, durchgesetzt.

### Digitales Fernsehen (DVB-T2 HD)
Am 31. Mai 2016 wurde mit der Ausstrahlung des hochauflösenden DVB-T2 HD im Rhein-Main-Gebiet begonnen. Seit diesem Zeitpunkt können in HD Das Erste, Pro Sieben, Sat 1, RTL, Vox und das ZDF über Antenne auf Kanal 59 mit 50 kW vom Europaturm empfangen werden. Die Sendeanlagen auf dem Großen Feldberg sowie dem Fernmeldeturm Hohe Wurzel in Wiesbaden strahlen ebenfalls auf Kanal 59 das HD-Signal ab. Am 29. März 2017 startete der Regelbetrieb von DVB-T2.
| Kanal | Frequenz (MHz) | Multiplex                                              | Programme im Multiplex | ERP (kW) | Antennendiagramm rund (ND)/ gerichtet (D) | Polarisation horizontal (H)/ vertikal (V) | Modulations- verfahren | FEC | Guard- intervall | Bitrate (MBit/s) | SFN |
| ----- | -------------- | ------------------------------------------------------ | --- | -------- | ----------------------------------------- | ----------------------------------------- | ---------------------- | --- | ---------------- | ---------------- | --- |
| 22    | 482            | ZDFmobil                                               | - ZDF HD - 3sat HD - ZDFinfo HD - KiKA HD - ZDFneo | 50       | ND                                        | V                                         | 64-QAM (16-k-Modus)    | 1/2 | 19/128           | 21,50            | Großer Feldberg (Taunus), Europaturm, Fernmeldeturm Hohe Wurzel (Taunus bei Wiesbaden), Darmstadt-Weiterstadt Darmbach, Rimberg (Knüll) |
| 25    | 506            | ProSiebenSat.1 Media Media Broadcast, freenet TV       | - ProSieben HD (verschlüsselt) - Sat.1 HD (Hessen/Rheinland-Pfalz) (verschlüsselt) - kabel eins HD (verschlüsselt) - Welt HD (verschlüsselt) - ProSieben Maxx HD (verschlüsselt) - Sat.1 Gold HD (verschlüsselt) - Sport1 HD (verschlüsselt) - Sixx HD (verschlüsselt) | 50       | ND                                        | V                                         | 64-QAM (32-k-Modus)    | 2/3 | 1/16             | 27,80            | Großer Feldberg, Europaturm, Fernmeldeturm Hohe Wurzel, Darmstadt-Weiterstadt Darmbach                                                  |
| 31    | 554            | RTL Group Media Broadcast, freenet TV                  | - RTL HD (verschlüsselt) - RTL II HD (verschlüsselt) - Super RTL HD (verschlüsselt) - Nitro HD (verschlüsselt) - n-tv HD (verschlüsselt) - VOX HD (verschlüsselt) - Tele 5 HD (verschlüsselt)                                                                          | 50       | ND                                        | V                                         | 64-QAM (32-k-Modus)    | 2/3 | 1/16             | 27,50            | Großer Feldberg, Europaturm, Fernmeldeturm Hohe Wurzel, Darmstadt-Weiterstadt Darmbach                                                  |
| 34    | 578            | ARD regional (hr) Rhein-Main                           | - hr-fernsehen - BR Fernsehen Nord (Franken) - SWR Fernsehen Rheinland-Pfalz - NDR Fernsehen HD Niedersachsen - rbb HD Fernsehen Berlin | 50       | ND                                        | V                                         | 64-QAM (16-k-Modus)    | 1/2 | 19/128           | 21,65            | Großer Feldberg, Europaturm, Fernmeldeturm Hohe Wurzel, Darmstadt-Weiterstadt Darmbach, Würzberg (Odenwald)                             |
| 42    | 642            | ARD Digital (hr)                                       | - Das Erste HD - Phoenix HD - arte HD - tagesschau24 HD - One HD | 50       | ND                                        | V                                         | 64-QAM (16-k-Modus)    | 1/2 | 19/128           | 18,00            | Großer Feldberg, Europaturm, Fernmeldeturm Hohe Wurzel, Darmstadt-Weiterstadt Darmbach, Rimberg                                         |
| 47    | 682            | Gemischt privat Rhein-Main Media Broadcast, freenet TV | - DMAX HD (verschlüsselt) - Eurosport 1 HD (verschlüsselt) - Nick HD (verschlüsselt) - Testbild (verschlüsselt) - Bibel TV HD - HSE24 HD - QVC HD - freenet info | 50       | ND                                        | V                                         | 64-QAM (32-k-Modus)    | 2/3 | 1/16             | 26,40            | Großer Feldberg, Europaturm, Fernmeldeturm Hohe Wurzel, Darmstadt-Weiterstadt Darmbach                                                  |

#### DVB-T
Am 4. Oktober 2004 und schließlich am 6. Dezember 2004 startete am Europaturm schrittweise DVB-T im Gleichwellenbetrieb (Single Frequency Network). Bis 29. Mai 2006, als die restlichen Gebiete Hessens auf DVB-T umgestellt wurden, war dieses Gleichwellennetz auf hessischem Gebiet das erste seiner Art. Nach Beräumung des VHF K8 und der Verschiebung diverser UHF Kanäle sah die Belegung bis zur Abschaltung von DVB-T am 29. März 2017 so aus:
| Kanal | Frequenz [MHz] | Multiplex          | Programme im Multiplex                                                                                 | ERP [kW] | Antennen- diagramm rund (ND)/ gerichtet (D) | Polarisation horizontal (H)/ vertikal (V) | Modulations- verfahren | FEC | Guard- intervall | Bitrate [MBit/s] | SFN |
| ----- | -------------- | ------------------ | --- | -------- | ------------------------------------------- | ----------------------------------------- | ---------------------- | --- | ---------------- | ---------------- | --- |
| 22    | 482            | ZDFmobil-Bouquet   | - ZDF - 3sat - ZDFinfo - KiKA (6–21:00 Uhr) - ZDFneo (21–6:00 Uhr)                                     | 50       | ND                                          | V                                         | 16-QAM (8k-Modus)      | 2/3 | 1/4              | 13,27            | Großer Feldberg, Europaturm, Fernmeldeturm Hohe Wurzel, Rimberg (Knüll)                                                 |
| 34    | 578            | RTL-Hessen         | - RTL (Hessen) - RTL II - Super RTL - VOX                                                              | 50       | ND                                          | V                                         | 16-QAM (8k-Modus)      | 2/3 | 1/4              | 13,27            | Großer Feldberg, Europaturm, Fernmeldeturm Hohe Wurzel                                                                  |
| 37    | 602            | ARD-HR             | - Das Erste (hr) - ARTE / tagesschau24 - Phoenix - tagesschau24                                        | 50       | ND                                          | V                                         | 16-QAM (8k-Modus)      | 2/3 | 1/4              | 13,27            | Großer Feldberg (Taunus), Europaturm (Frankfurt), Fernmeldeturm Hohe Wurzel (Taunus bei Wiesbaden), Würzberg (Odenwald) |
| 39    | 618            | HR-Rhein Main      | - hr-fernsehen - BR Fernsehen Süd (Schwaben/Altbayern) - SWR Fernsehen Rheinland-Pfalz - rbb Fernsehen | 50       | ND                                          | V                                         | 16-QAM (8k-Modus)      | 2/3 | 1/4              | 13,27            | Großer Feldberg, Europaturm, Fernmeldeturm Hohe Wurzel                                                                  |
| 52    | 722            | Rhein Main Mux     | - Tele 5 - ProSieben MAXX - QVC - Channel 21 - multithek (HbbTV-Dienst mit mehreren Streams)           | 50       | ND                                          | V                                         | 16-QAM (8k-Modus)      | 2/3 | 1/4              | 13,27            | Großer Feldberg, Europaturm, Fernmeldeturm Hohe Wurzel                                                                  |
| 54    | 738            | Pro7Sat1-Hessen+RP | - ProSieben - Sat.1 (Hessen/Rheinland-Pfalz) - kabel eins - Welt - Sixx                                | 50       | ND                                          | V                                         | 16-QAM (8k-Modus)      | 2/3 | 1/4              | 13,27            | Großer Feldberg, Europaturm, Fernmeldeturm Hohe Wurzel                                                                  |

Zusätzlich sind im Rhein-Main-Gebiet je nach Lage weitere DVB-T-Standorte empfangbar. Dazu mehr hier:
Zusätzlich empfangbare DVB-T-Standorte

#### DVB-H
Die DVB-H-Norm ist für mobile Geräte mit kleinem Display geschaffen worden. Sie bietet ein sehr robustes Signal.
Dienste, die hier übertragen werden, sollen zum Teil frei verfügbar sein, zum Teil auch abonniert werden.
Ehemaliger Betrieb
| Kanal | Frequenz [MHz] | Multiplex       | Programme im Multiplex | ERP [kW] | Antennen- diagramm rund (ND)/ gerichtet (D) | Polarisation horizontal (H)/ vertikal (V) | Modulations- verfahren | FEC | Guard- intervall | Bitrate [MBit/s] | SFN                    |
| ----- | -------------- | --------------- | ---------------------- | -------- | ------------------------------------------- | ----------------------------------------- | ---------------------- | --- | ---------------- | ---------------- | ---------------------- |
| 42    | 642            | Mobile 3.0 Test | - test                 | 100      | ND                                          | V                                         | QPSK                   | 1/2 | 1/4              | 4,98             | Europaturm (Frankfurt) |

Am 2. November 2008 wurde die Ausstrahlung von DVB-H an diesem Standort beendet.

### Amateurfunk
| Relaistyp                | Rufzeichen | Band               | Ausgabefrequenz         | Eingabefrequenz | Sonstiges                                                                                |
| ------------------------ | ---------- | ------------------ | ----------------------- | --------------- | ---------------------------------------------------------------------------------------- |
| FM-Relais                | DB0HTV     | 2 m                | 145,750 MHz             | 145,150 MHz     | mit Echolink-Gateway Echolink Node DB0HTV-R: 845239, FM-Funknetzanbindung TG 26269       |
| ATV-Relais               | DB0HTV     | 23 cm, 3 cm, 13 cm | 1278,250 MHz, 10226 MHz | 2328 MHz        | Antennen horizontal polarisiert                                                          |
| DMR-Relais               | DB0HTV     | 70 cm              | 439,425 MHz             | 431,825 MHz     | Brandmeister-Netzwerk (Hytera), statisch TS2 TG26269 (Wires-X room #41005 DL-HESSEN/RLP) |
| HAMNET-Knoten Userzugang | DB0HTV     | 6 cm               | 5675 MHz                | 5675 MHz        | HAMNET-Knoten, Links und 5GHz Userzugang, DB0HTV ist Access Point                        |

## Film
- Der Riese von Frankfurt, Dokumentarfilm, Hessischer Rundfunk 1980, 45 Minuten.